# 3837 Carr
3837 Carr eller 1981 JU2 är en asteroid i huvudbältet som upptäcktes den 6 maj 1981 av den amerikanska astronomen Carolyn S. Shoemaker vid Palomar-observatoriet. Den är uppkallad efter geologen Michael H. Carr.
Asteroiden har en diameter på ungefär 6 kilometer.